# Coral Segovia
Coral Segovia Noguera, cuyo nombre artístico es Coral Segovia (Madrid, 22 de marzo de 1971), es una cantante española de música pop, ganadora del Festival de Benidorm en 2005.
Con tres discos en el mercado y varios sencillos, es conocida por participar en las preselecciones para ser la representante española en el Festival de la Canción de Eurovisión. Su última participación fue en el año 2010 con la canción «En una vida».

## Trayectoria profesional

### Comienzos
Con antecedentes artísticos por su madre, la gran bailarina española Bebe Palmer. Coral inició su formación como cantante a temprana edad, recibiendo lecciones de canto clásico de mano de Luis Arnedillo y baile en la academia de Giorgio Aresu, legendario coreógrafo de TVE. Debutó en un escenario a los doce años y a los catorce ya grababa sus primeras maquetas de la mano del productor español Juan Carlos Calderón, ganando experiencia mediante actuaciones en salas de fiestas y teatros.
Coral grabó 3 temas independientes, todos ellos escritos y producidos por Juan Carlos Calderón, de los cuales destacan: «Casualidad» «Por fin» «Lo Que Pasó, Pasó». Haciendo su primera presentación televisiva en 1991 a la edad de 17 años, en el programa "Entre amigos" de José Luis Moreno, bajo el nombre de Coral Palmer, adoptando así el apellido artístico de su madre.

### 1997:El sabor de lo prohibido
Después de grabar maquetas con Juan Carlos Calderón, en 1994 Coral forma parte del grupo AMMEN y graban el tema "Total para qué", un tema de estilo techno-dance producido por el DJ español Joe Rosario y el cual sonó por un periodo muy corto en las radios y discotecas españolas.[cita requerida] Fue así como en 1997, tras pasar un casting del productor asturiense Manuel Pacho, Coral viajó a Miami ante un proyecto de grabación del sello multinacional Universal Music. En 1998 se grabó un álbum breve (EP) bajo el nombre de El sabor de lo prohibido, que incluía los temas: «El sabor de lo prohibido», «Quién te ha perdido, amor», «Rotundamente no», y «Que me dejes de querer». En este proyecto colaboraron músicos y arreglistas del cantante Luis Miguel. 
Desafortunadamente, el proyecto no vio la luz por la fusión entre Universal Music Latino y Polygram. Algunas páginas web de música señalan que este EP sí se lanzó, el 19 de enero de 1999, aun así la cantante no lo ha confirmado.

### 2002: Álbum debutCoral
A principios del año 2000 y de nuevo en España, Coral asistió a un casting de voz realizado por los productores Juan Belmonte y Abel Arana (Pumpin' Dolls), quienes buscaban una voz femenina para lanzar un futuro LP. Finalmente la artista es escogida. Empezó a ensayar y de nuevo a grabar maquetas entre los meses de abril y julio. Asimismo en el mes de agosto empezaron a componer nuevos temas para el álbum debut de la cantante. 
Finalmente en mayo de 2001, y después de reuniones con discográficas para presentar oficialmente el álbum de la artista, Coral fue fichada por la compañía Columbia Records del grupo CBS. Ese mismo año, bajo el nombre artístico de Catgirl, grabó una versión del clásico «Rumore, rumore» de Raffaella Carrá para la BSO de la película El gran marciano, producida por Pumpin' Dolls. 
El 25 de septiembre de 2001 se realizaron remezclas de «Volverás», primer sencillo del álbum como adelanto de promoción. El disco que estaba previsto lanzarse en septiembre, se aplazó hasta noviembre y finalmente se lanzó en el año 2002. El 11 de diciembre Tony Aguilar y Joaquín Luqui presentaron «Volverás» de Coral en el programa Fan Club.
El álbum Coral contó con doce temas, en su mayoría compuestos por Coral y dichos productores. También colaboraron: Pablo Pinilla, David DeMaría, David Santisteban, J.C. Villamil, Fernando Rodríguez, Alejandro Piqueras y Lydia.

### 2003-2004: Promoción
Este disco se promocionó en 2002 con tres singles. El primero, «Volverás», consiguió colarse entre los 20 sencillos más vendidos durante varias semanas y se convirtió en uno de los más radiados del momento. Posteriormente se lanzó «Lágrimas de Cristal» y, por último, «Tormenta».
Durante ese mismo año Coral realizó una gira promocional, apadrinada por Pumpin' Dolls. Se presenta en la Gala Murcia con su tema «Lágrimas de cristal». Actuó también en las fiestas de aniversario del programa radiofónico Fan Club en Barcelona y Madrid.
Unos meses después bajo el amparo de Los 40 Principales y junto a otros artistas, realizó una gira promocional que comenzó en Castellón, llevándola a otras ciudades como Madrid, Barcelona, Bilbao, Valencia, Málaga, Cádiz y Valladolid. Así mismo la artista realiza entrevistas para las revistas Zero y Odisea, entre otras. 
Siguiendo con la promoción del disco, Coral se presentó en Andorra, y la buena acogida propició que acudiese como estrella invitada a la Gala OBA de Jóvenes Promesas, donde actuó ante el presidente del principado. Con todo, el disco Coral tuvo una difusión insuficiente y discretas ventas.

### 2006: Segundo álbumDeshojando Madrugadas
En el año 2005 se presenta y se proclama ganadora del Festival de Benidorm , tras el cual grabó su segundo álbum, Deshojando madrugadas (CAES Records) durante los meses de octubre y noviembre de 2005 en Madrid y Roma, bajo la producción y dirección de David Santisteban y Pablo Pinilla, este último conocido por sus colaboraciones con David DeMaría. El álbum fue lanzado el 27 de marzo de 2006. 
Su primer sencillo «Más allá de ti» escaló rápidamente posiciones en las listas de éxitos. El vídeo musical se grabó en Cuba. Al poco tiempo Coral comenzaría una gira promocional. Se presentó como jurado e intérprete en el 2.º Festival de la Canción de Lanzarote y en el Universong de Tenerife. Regresó al Festival de Benidorm como artista invitada, e interpretó en estos certámenes su canción «Más allá de ti».

### 2012: Nueva etapa con Juan Belmonte Music
A finales de 2011 la cantante anunció mediante un comunicado en su página oficial en Facebook, que se encuentra en el estudio de grabación dando forma al que será su nuevo trabajo discográfico. En esta ocasión serán Juan Belmonte (ex Pumpin' Dolls) y Danny Oton (productor y remezclador de artistas como Kate Ryan u OBK) quienes se encargarán de dar forma al nuevo sencillo de la madrileña, que en palabras del equipo será: «Un regreso a los orígenes dance» de Coral Segovia. 
El lanzamiento del primer sencillo, «No te rindas», escrito y compuesto por la propia cantante junto a Belmonte, y que cuenta con remezclas de Danny Oton, se puso a la venta de forma digital el 2 de mayo de 2012 en el portal de música iTunes. El 2.º single «Si tú eres mi hombre y yo tu mujer», se lanzó de manera oficial el 3 de septiembre de ese mismo año.
Posteriormente la cantante realizó una pequeña gira acústica que la llevó por diferentes ciudades de la capital española, al mismo tiempo promocionó el tercer single «Encontré un amor» lanzado el 17 de diciembre de 2012, un tema escrito y producido por Juan Belmonte.
Asimismo la artista promocionó el lado B de Encontré un amor, se trata de una nueva versión de «Perdóname», tema que popularizó el cantante Camilo Sesto y el cual se puso a la venta el de 17 de junio de 2013.
Posteriormente la cantante lanzó el quinto y último sencillo, el cual lleva por nombre "Templario", terminando así su contrato con la discográfica Juan Belmonte Music.

### 2015:The Singlesy regreso musical con «Solo Tú»
En 2015, se lanza una edición limitada y en formato físico The Singles, un álbum que incluye todos los sencillos y remixes que la artista grabó durante su etapa con Juan Belmonte.
A mediados de ese mismo año, Coral Segovia regresó con un nuevo sencillo «Solo tú», un tema pop latino, esta vez de la mano de los músicos, productores y arreglistas Gregory Carrero y David de la Fuente, grabado en Robin Groove Studios en Madrid. 
El tema se puso a la venta el 28 de junio de 2015 en las plataformas digitales tales como: Google Play y Amazon. En iTunes salió a la venta el 7 de julio.
El 20 de abril de 2018, Coral fue una de las artistas invitadas al EsPreParty en la sala Joy Eslava de Madrid, donde interpretó 3 temas: Maldito Corazón, Todo está en tu Mente y En una vida.

## Festivales

### 2005: Festival de la Canción de Benidorm
El 9 de julio de 2005, Coral se alzó vencedora en la 38.ª Edición del Festival de Benidorm al ganar la Sirenita de Oro con la canción «Maldito corazón», compuesta y producida por David Santisteban y Marco Dettoni. Obtuvo el primer premio, que consta de 36 000 euros para la grabación de un CD y un videoclip, gracias a los 100 puntos logrados tanto en las votaciones del jurado como del sistema de televoto.
Semanas después, se publicó un Ep con el tema ganador y otro más que formarían parte de su siguiente disco.

### 2008-2016: Festival de Eurovisión
Coral decidió presentarse a la preselección para el Festival de la Canción de Eurovisión. En 2005 con el tema «Deshojando madrugadas», en 2006 con el tema «Dónde irán los sueños» (ambos temas compuestos por David Santisteban) y posteriormente en 2008 con el tema «Todo está en tu mente» de los productores internacionales Tony Sánchez-Ohlsson, Thomas G:sson y Andreas Rickstrand, habituales del Festival. Con este tema fue seleccionada para la gala Salvemos Eurovisión, presentada por Raffaella Carrá, gracias a los votos en My Space. Finalmente, sería superada por la canción «Baila el Chiki-Chiki» de Rodolfo Chikilicuatre, vencedor de la gala de selección y representante de Eurovisión de dicho año, quedando ella en segunda posición, por delante de La Casa Azul.
En 2009 la cantante presentó «Babylon», un tema compuesto por Rafael Artesero y José Juan Santana. El tema fue retirado por la propia cantante poco después de iniciarse el proceso de votación.
Ya en 2010 Coral se presentó con una balada titulada «En una vida». Fue la candidata más votada en la página de internet habilitada por TVE con más de 300 candidatos, con lo que consiguió una de las diez plazas para la gala de elección, emitida por TVE el 22 de febrero de 2010. Coral acabó en segunda posición, tan solo superada por Daniel Diges con el tema «Algo pequeñito». Tanto jurado como televoto coincidieron.
Con cinco candidaturas y con mucha experiencia detrás, esta sería la última presentación de Coral en el Festival de Eurovisión.
El 1 de febrero de 2016, Coral interpretó el tema "Algo pequeñito" de Daniel Diges, quién junto a otros artistas nacionales, cantaron un medley de temas españoles en Eurovisión en el programa de TVE "Objetivo Eurovisión".

### OGAE Second Chance Contest
OGAE Second Chance Contest es un concurso que se realiza desde 1987, en el que participan los clubes nacionales OGAE (asociaciones de seguidores del Festival), enviando como representante una de las canciones de su última preselección nacional para Eurovisión y que este año organizó Suecia. Coral quedó en segundo lugar.
El 23 de abril de 2010 OGAE España organizó la I Fiesta Euroschlager en la sala Studio 54 de Madrid. Un evento privado en el cual: Coral, Mirela y Anael fueron las tres artistas invitadas, interpretando juntas el tema Va todo al ganador, un cover en español del grupo ABBA. La música estuvo a cargo DJ Galfo, que ya ha participado en las fiestas que se celebran en el Euroclub durante el Festival de Eurovisión. Durante la fiesta se escucharon las canciones del Melodifestivalen sueco y otras que han participado en el Festival de Eurovisión 2010. Este tipo de fiestas ya se vienen celebrando con bastante éxito en otras ciudades europeas como Londres, Bruselas y Estocolmo.
Asimismo el 11 de septiembre, Coral viajó hasta Setúbal (Portugal) para participar en la Eurovision Party 2010 organizada por OGAE Portugal. La madrileña compartió escenarios con artistas de la talla de Hera Björk, Mihai Traistariu o Filipa Azevedo. El acto tuvo lugar en el Auditorio José Afonso y fue la primera actuación de la cantante en aquel país.
En octubre de 2010, acudió como artista invitada a la final del Campeonato de Balonmano en Helsinki (Finlandia) para dar un pequeño concierto en el que interpretó en directo varios temas de su primer álbum y sus dos candidaturas eurovisivas: «Todo está en tu mente» y «En una vida».

## Discografía

### EP
- 1997: El sabor de lo prohibido (19 de enero de 1999)
- 2010: En una vida (9 de julio de 2010)
- 2012: No te rindas (2 de mayo de 2012)

### Álbumes de estudio
- 2002: Coral (4 de febrero de 2002)
- 2006: Deshojando madrugadas (27 de marzo de 2006)

### Edición Especial
- 2015: The Singles (24 de noviembre de 2015)

### Otras grabaciones
| - 1991: Casualidad - 1991: Por Fin - 1991: Lo que pasó, pasó - 1992: La ladrona - 1994: Total para qué - 2001: Rumore, rumore | - 2007: Todo está en tu mente - 2008: Sin la luna (No editado) - 2009: Babylon - 2010: Va todo al ganador (con Mirela y Anael) - 2013: Cree en mí (con Yofer) - 2015: Solo tú |

### Otras colaboraciones
| Año  | Álbum                        | Canción                                                                                  |
| ---- | ---------------------------- | ---------------------------------------------------------------------------------------- |
| 2001 | El Gran Marciano [B.S.O.]    | Rumore, rumore                                                                           |
| 2002 | Tropicana Dance Vol. 4       | Volverás                                                                                 |
| 2002 | Disco Light                  | Volverás                                                                                 |
| 2003 | Todo En Uno Vol. 2           | Lágrimas de cristal (Maneater Mixshow)                                                   |
| 2005 | 38 Festival de Benidorm 2005 | Maldito corazón (Benidorm Version)                                                       |
| 2008 | Salvemos Eurovisión          | Todo está en tu mente                                                                    |
| 2008 | Disco Estrella 2008          | Todo está en tu mente (Remix)                                                            |
| 2013 | Disco Transcender de Yofer   | Cree en mí                                                                               |
| 2013 | JBM Year Mix Vol. 1          | No Te Rindas; Encontré Un Amor; Si Tú eres mi Hombre y yo Tu Mujer, Perdóname, Templario |

## Premios
Festival Internacional de la Canción de Benidorm
- 2005: Sirenita de Oro al mejor tema "Maldito Corazón"[10]

X GALA DE PREMIOS DE IMÁS TV
- 2013: Premio a la "Artista Revelación"[11]